# Jean de Hocsem
Jean de Hocsem, Jan van Hocsem, Jean Hocsemius, latinisé Johannes Hocsemius, né en 1278 et mort en 1348, est un chroniqueur et chanoine et écolâtre de la cathédrale de Saint-Lambert de la Liège. Il est l'auteur d'une chronique, Johannis Hocsemii chronicon, qui relate l'histoire des évêques de Liège de 1247 à 1347. Le manuscrit original est conservé à la Bibliothèque royale de Belgique à Bruxelles. C'est l'une des principales sources pour l'histoire de la Guerre de la Vache. Elle fut publiée pour la première fois en 1613 par Jean Chapeaville au tome II de ses Gesta pontificum Leodiensium.
Un deuxième manuscrit est conservé dans la bibliothèque de l'abbaye d'Averbode. Une édition critique de la chronique  a été publié par Godefroid Kurth en 1927 sous le titre La chronique de Jean de Hocsem.